# Северное Медведково
Се́верное Медве́дково — район, расположенный в Северо-Восточном административном округе Москвы, а также одноимённое внутригородское муниципальное образование в Москве.

## Территория и границы
Район расположен на Северо-Востоке Москвы, в составе Северо-Восточного административного округа. Его границы проходят по оси ЛЭП-500, далее по городской черте г. Москвы (внешней границе полосы отвода Московской кольцевой автомобильной дороги, включая все транспортные развязки улиц и дорог), оси р. Яуза, осям ул. Молодцова, Полярной ул., Чермянской ул., оси р. Чермянка до ЛЭП-500. На юге граничит с районом Южное Медведково, на западе — с Бибирево, на востоке и юго-востоке — с районами Лосиноостровский и Бабушкинский. В пределах района протекают три реки — Яуза, Чермянка и Козеевский ручей.

## Население
| 2002     | 2010     | 2012     | 2013     | 2014     | 2015     | 2016     |
| -------- | -------- | -------- | -------- | -------- | -------- | -------- |
| 111 804  | ↗123 073 | ↗124 041 | ↗124 607 | ↗125 481 | ↗125 591 | ↗126 637 |
| 2017     | 2018     | 2019     | 2020     | 2021     | 2023     | 2024     |
| ↗126 694 | ↗127 451 | ↗127 819 | ↗127 986 | ↗129 750 | ↗130 574 | ↘129 632 |

### Национальный состав
По итогам переписи населения 2020 года проживали следующие национальности (национальности менее 0,1 % и другое, см. в сноске к строке «Другие»):
| Национальность | Численность, чел. | Доля     |
| -------------- | ----------------- | -------- |
| Русские        | 105 941           | 81,65 %  |
| Татары         | 857               | 0,66 %   |
| Армяне         | 473               | 0,36 %   |
| Украинцы       | 470               | 0,36 %   |
| Грузины        | 281               | 0,22 %   |
| Азербайджанцы  | 257               | 0,20 %   |
| Евреи          | 180               | 0,14 %   |
| Другие         | 21 291            | 16,41 %  |
| Итого          | 129 750           | 100,00 % |

## Герб и флаг
Герб и флаг района утверждены и внесены в Геральдический реестр города Москвы с присвоением регистрационного номера 28 октября 2004. Герб представляет собой голубой щит московской формы, флаг — полотнище того же цвета с соотношением сторон 2:3. Изображённые на них серебряные медведь и полярная звезда над ним символизируют название муниципалитета.

## История
Ранее на месте района находились деревни Ватутино и Раево, а само Медведково находилось южнее территории района.
С 1960 года данная территория была включена в состав Москвы после расширения границ до МКАД. Входила в состав сначала Бабушкинского, затем Кировского района. В конце 1960-х и 1970-х годах район активно застраивался, а в 1978 году на территории района была открыта станция метро «Медведково». В настоящее время идёт активный снос пятиэтажных домов 1960-х годов постройки, так называемых «хрущёвок», из которых по состоянию на май 2011 г. снесено более половины.
В 1991 году образован Северо-Восточный административный округ и в его составе временный муниципальный округ «Северное Медведково», с 1995 года получивший статус района Москвы.

## Хозяйство и промышленность
Северное Медведково относится к так называемым спальным районам. Но, помимо жилой, имеется большая промышленная зона на улице Чермянская и Полярном проезде, где находятся разнообразные предприятия:
- Логистический комплекс «Логопром Медведково» (на территории бывшего 21-го шарикоподшипникового завода)
- кожгалантерейная фабрика «Медведково» — улица Полярная дом 33
- хлебокомбинат «Пеко»
- ЗАО «20-й таксомоторный парк»
- фабрика «ВоенОхот» (2004—2013).

## Улицы и проезды
Основные улицы и проезды:
- Широкая улица
- Полярная улица
- Осташковское шоссе
- Проезд Шокальского
- Улица Грекова
- Заревый проезд
- Студеный проезд
- Улица Тихомирова
- Северодвинская улица

## Транспорт
По району проходят:
Автобусы: м44, м57, с15, 50, 71, 238, 238к, 601, 606, 618, 696, 735, 771.
Электробусы: м44к, е59, н6, 93, 353, 393, 536, 649.
Трамвай: 17

## Досуг
Один кинотеатр — «Ладога», который имеет три кинозала. В районе действует ГБУ Центр досуга и спорта «Паллада».

## Парки и скверы

### Природный заказник «Медведковский»
Заказник площадью около 22 га протянулся от Полярной улицы до Студеного проезда вдоль МКАД. Своё название он получил по имени района, который в свою очередь был назван в честь князя Василия Фёдоровича Пожарского по прозвищу «Медведь», проживавшего на этих территориях в XVI веке. В лесопарке произрастают берёзы, осины, хвощ лесной, папоротники, осока волосистая, копытень европейский, земляника обыкновенная, фиалка собачья, зеленчук жёлтый. Фауна заказника насчитывает 30 видов птиц, несколько видов млекопитающих и земноводных. Здесь можно встретить животных из Красной книги города Москвы: европейского крота, обыкновенную бурозубку, малого пёстрого дятла, пеночку-теньковку и обыкновенного снегиря.
В южной части парка располагается Медведковский пруд, окаймлённый габионом. В инфраструктуру заказника также входят две детские и две спортивные площадки, зоны для пикника, беседка и площадка для выгула собак. Для прогулок вдоль лесных массивов здесь проложили дорожки.
В 2020 году на территории лесопарка по адресу: Студёный проезд, дом 1а, строения 1-3 была построена спортивная школа. Её оснастили футбольным полем с подогревом, беговыми дорожками, площадкой для игры в волейбол, а также трибунами и раздевалками.

### Сквер по Олонецкому проезду
Парк протянулся вдоль течения реки Яузы в районах Бабушкинский, Северное и Южное Медведково. В Северном Медведкове его территория проходит по Сухонской улице, проезду Шокальского, Проектируемому проезду № 5016 и Северодвинской улице до 91-го километра МКАД.
Неподалёку от пересечения улиц Сухонская и Молодцова расположена детская площадка, эстрадная площадка со сценой, зрительными местами и танцполом, а также спортивная зона с воркаутами и хоккейной коробкой. Вдоль проезда Шокальского находятся баскетбольная и воркаут-площадки. В зеленой зоне здесь располагается Церковь Серафима Саровского в Раеве. Ее освятили 19 декабря 2011 года в день памяти святителя Николая Мирликийского. На территории комплекса находится также крестильный храм — Церковь Введения во Храм Пресвятой Богородицы в Раеве. В зоне парка у Проектируемого проезда № 5016 расположена спортивная площадка с воркаутами, роллердромом и хоккейной коробкой. Вдоль Северодвинской улицы находится спортивная зона с площадкой для игры в панна-футбол, памп-треком и комплексами для тренировки навыков паркура. Рядом со спортплощадкой находится клумба в виде павлина авторства скульптора Андрея Асерьянца и детская площадка с тарзанкой и игровым комплексом в виде зебры.
На территории парка проложены прогулочные и велосипедные дорожки, а также обустроены смотровые площадки с видом на пейзажи Яузы.

### Сквер имени 50-летия ВЛКСМ
Известен также как сквер на Тихомирова и Аллея мира. Сквер открыли в 1968 году к 50-летию создания ВЛКСМ (Всероссийский Ленинский Коммунистический Союз молодёжи). В 2005 году, в дни празднования 60-летия Победы в Великой Отечественной войне, в рамках проекта «Мир вокруг меня» здесь обустроили «Аллею мира», где находится памятник из гранита, изображающий фигуру скорбящей женщины (2001 год), а также мемориальный камень «Вечная память павшим за Отчизну на полях сражений» (2005 год) с чёрной гранитной вставкой, с надписью: «Жители района Северное Медведково участники Великой Отечественной войны 1941—1945 годов Герои Советского Союза Борискин Пётр Никитович, 20.07.1921-08.04.1990. Иван Николаевич, 23.10.1918-10.03.2010».
В части сквера у Полярной улицы располагается храм в честь святого благоверного князя Димитрия Донского вместимостью до 150 человек. Его построили в 2012 году в рамках городской программы «200 храмов Москвы» по строительству религиозных объектов в шаговой доступности для жителей. Архитектором стал Алексей Анатольевич Мамонов. Здание выполнено в шатровом стиле.
В 2019 году инфраструктура сквера была обновлена. На спортивной площадке уложили резиновое покрытие, установили тренажёры, турники и комплекс для паркура. Для детей разного возраста построили игровые площадки. Для тех, кто помладше — с каруселями, невысокой горкой, песочницей и качалкой-балансиром. Для тех, кто постарше — с лазательным комплексом, игровым комплексом в виде корабля, традиционными качелями и качелями-гнёздами. В сквере уложили газоны общей площадью 2385 кв. метров, высадили 134 дерева и 2171 кустарник. Для тихого отдыха вдоль аллей установили скамейки и большие качели под навесами.
В 2021 году в сквере установили скульптуру, изображающую дрейфующее на льдине в океане семейство белых медведей. Авторы композиции — скульпторы Юлия Роткова и Павел Ульянов.

### Сквер «Северная медведица»
Сквер был разбит в 2019 году рядом с домами 33 и 37 корпус 2 на проезде Шокальского по программе «Мой район». Его возвели на пустыре, образовавшемся после сноса местных пятиэтажек. В сквере есть игровая площадка, состоящая из трёх частей для детей разного возраста, где можно найти качели-гнезда, паутинку для лазания, горки, игровые комплексы с интерактивными элементами и скалодромами, а также большой многоуровневый игровой комплекс, похожий на вертикальный муравейник с лазалками и горками. В спортивной зоне сквера обустроили баскетбольную площадку и скейт-парк для начинающих. На территории также был установлен арт-объект — двухметровая гранёная скульптура из арт-бетона, изображающая белую медведицу, символ района Северное Медведково.

## Экология и новое строительство
В соответствии с программой строительства в Москве 200 модульных храмов, выдвинутой в 2010 году патриархом Кириллом и курируемой его советником по строительству Владимиром Иосифовичем Ресиным, в парке на берегу Яузы был выделен земельный участок. В феврале 2012 года управа вывесила документы для ознакомления с проектом застройки. В этом же месяце жители устроили митинг и собрали подписи с требованием не трогать землю в парке, много лет используемом для народных гуляний. Группа защитников строительства храма также выражала свою позицию, собирая подписи и участвуя в митинге. Однако в результате изучения общественного мнения было принято решение об отмене строительства в природоохранной зоне. Не утверждённый проект предполагал в парке общей площадью 2,88 га строительство храмового комплекса, состоящего из церкви, стоянки, парковки. Всего планировалось выделить под застройку 0,3 га.
В настоящее[когда?] время храм св. Дмитрия Донского построен в сквере между проездом Шокальского и Полярной улицей и освящён.